# Grób książęcy w Waldalgesheim
Grób książęcy w Waldalgesheim – celtycki grobowiec, tzw. książęcy, znajdujący się w miejscowości Waldalgesheim w niemieckiej Nadrenii, odkryty w trakcie prac wykopaliskowych przeprowadzonych w latach 1869-1870.
Grobowiec, pochodzący z drugiej połowy IV wieku p.n.e., ma postać kurhanu skrywającego obwarowaną kamieniami drewnianą komorę o wymiarach 4×5 m. W komorze znaleziono pochówek kobiecy wraz z bogatym wyposażeniem grobowym. W jego skład wchodziły italskiej proweniencji brązowe wiadro, brązowy dzban, masywny naszyjnik, trzy złote bransolety, szereg niewielkich brązowych ozdób, a także części rzędu końskiego oraz dwukołowego wozu. Zabytki te przechowywane są obecnie w Rheinisches Landesmuseum w Bonn.
Od stanowiska pochodzi nazwa tzw. stylu „waldalgesheimskiego”, charakteryzującego się ornamentyką roślinną.

## Znaleziska z grobowca

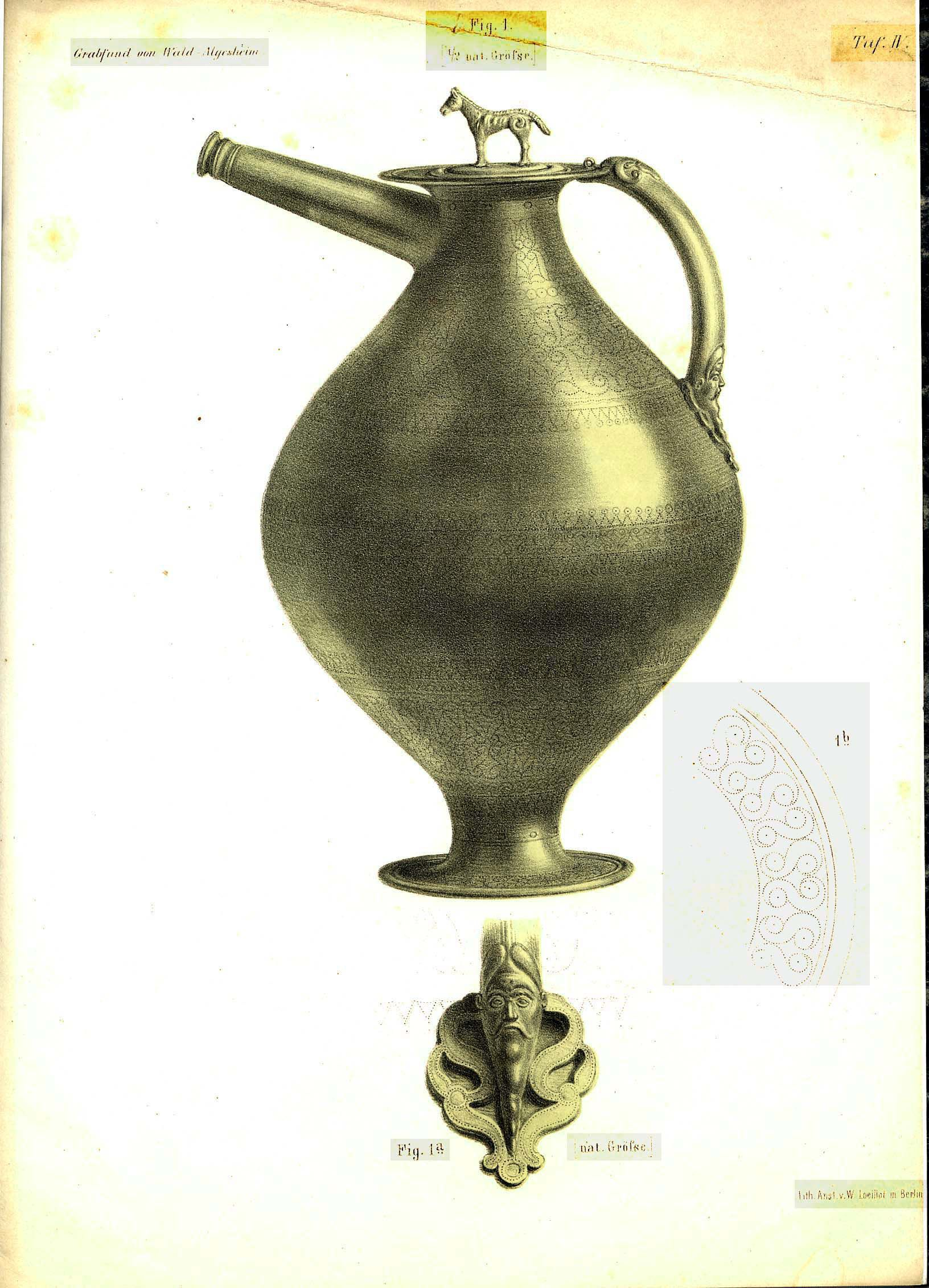
Dzban
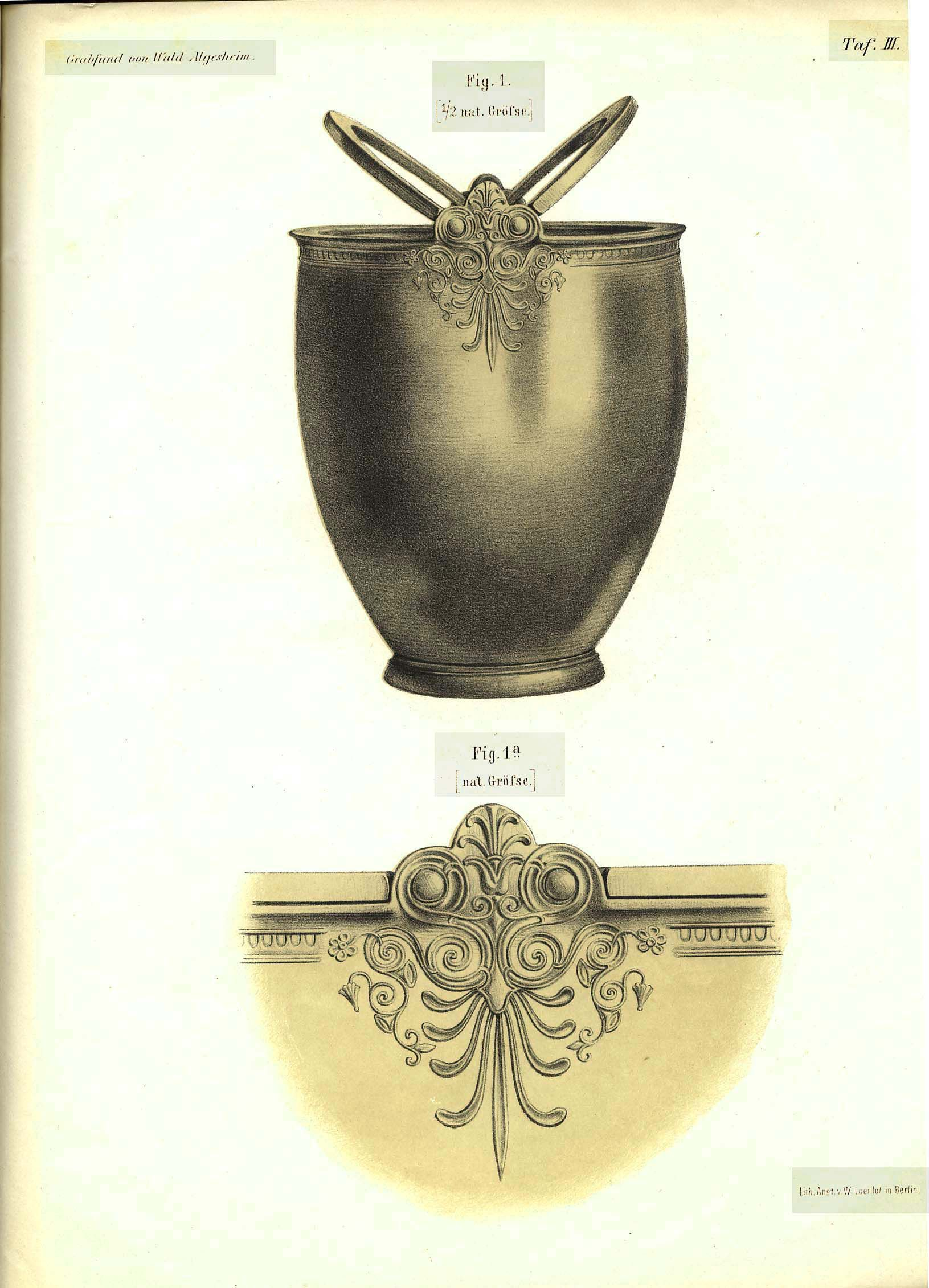
Wiadro
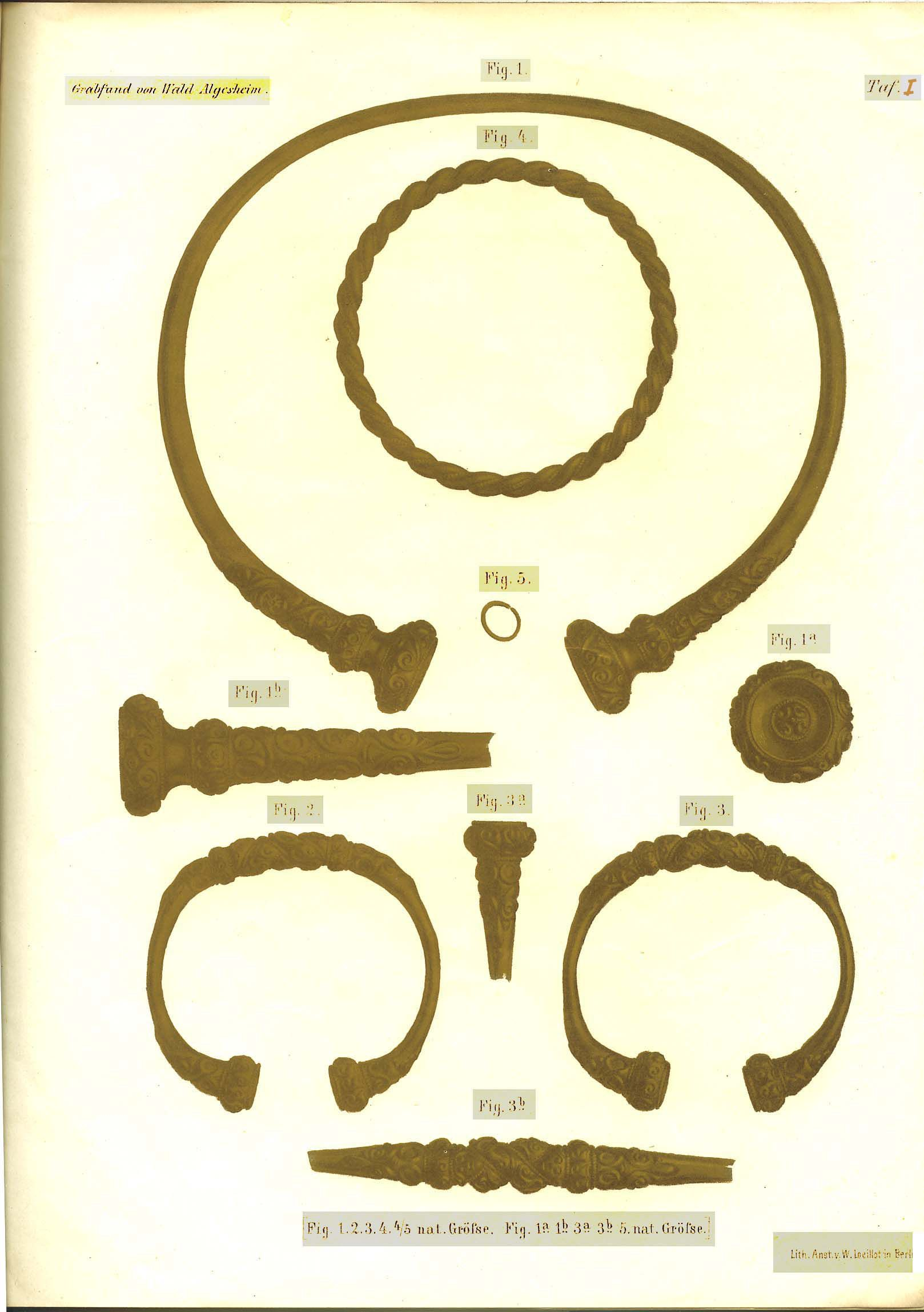
Ozdoby
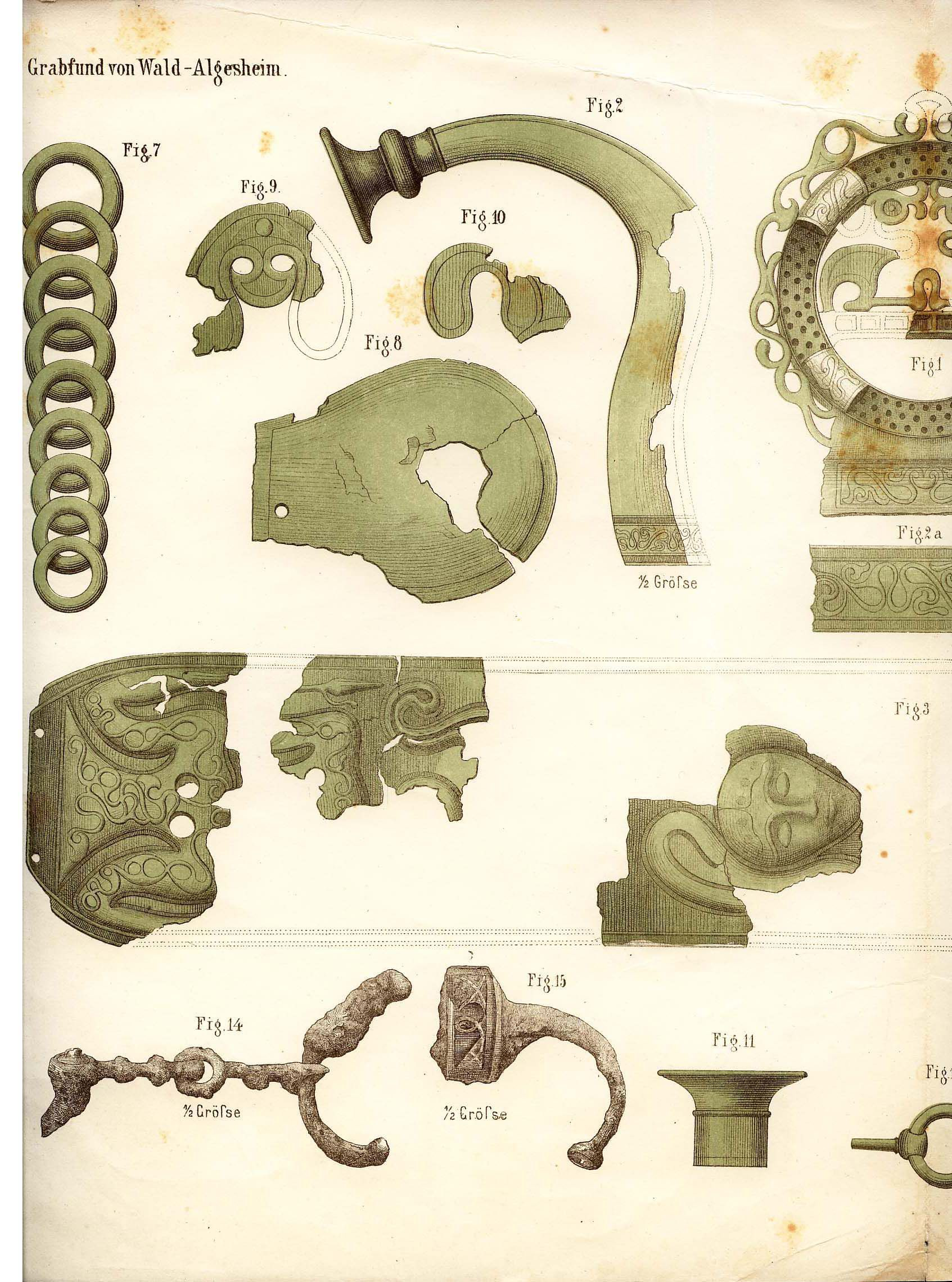
Części rzędu końskiego